# Zofia Ścibor-Rylska

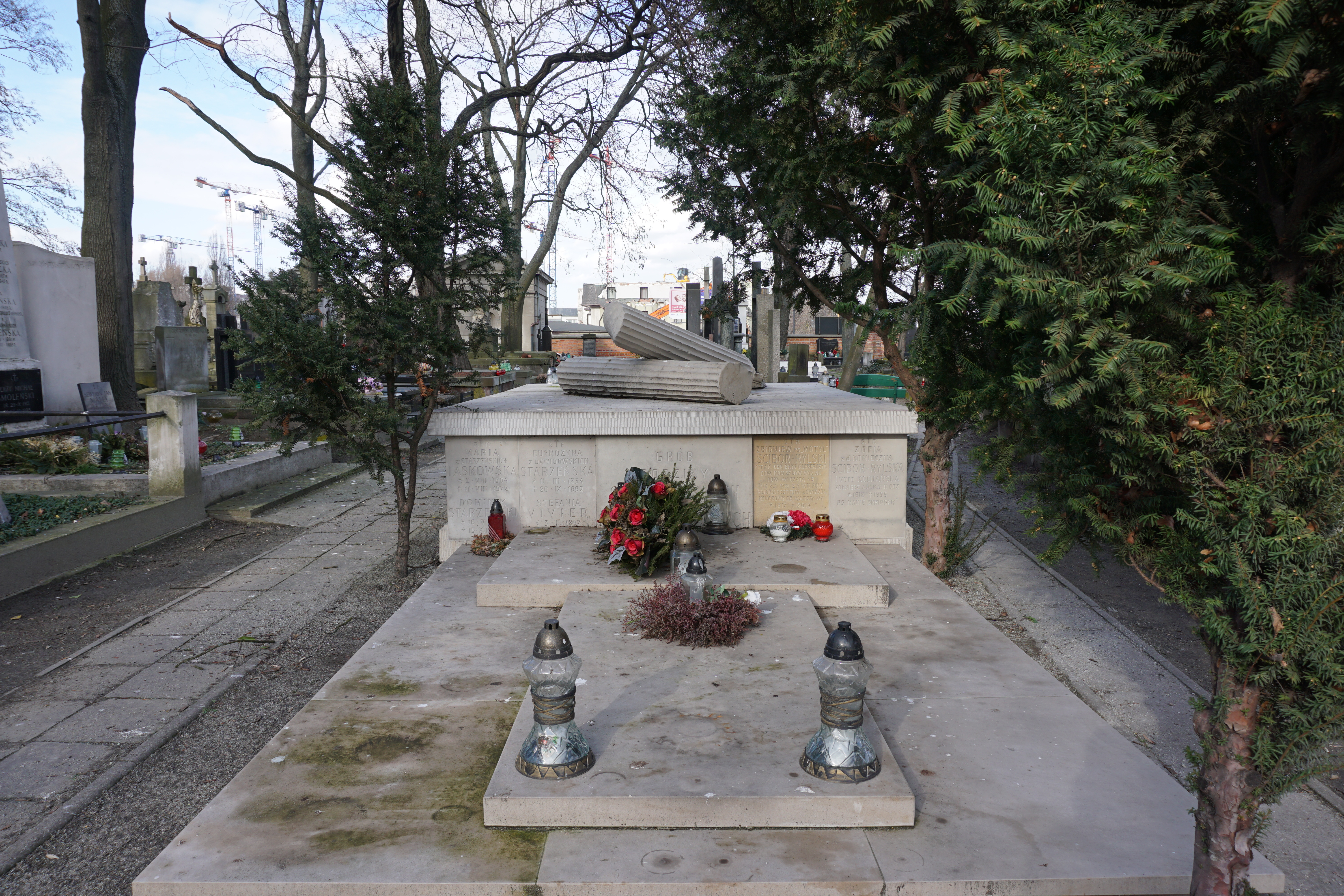
Grób Zofii Ścibor-Rylskiej i jej męża Zbigniewa na cmentarzu Powązkowskim

Zofia Ścibor-Rylska de domo Konieczka, primo voto Rapp, secundo voto Kochańska, tertio voto Ścibor-Rylska, pseudonim „Marie Springer” (ur. 25 sierpnia 1918 w Berlinie, zm. 7 lipca 1999 w Warszawie) – wywiadowczyni Komendy Głównej Armii Krajowej, Oddział II Informacyjno-Wywiadowczy na Tereny III Rzeszy, ustaliła miejsce pobytu pancernika „Tirpitz”, uczestniczka powstania warszawskiego, wdowa po cichociemnym por. Janie Kochańskim ps. „Maciek”, później żona Zbigniewa Ścibora-Rylskiego.

## Życiorys
Córka Bolesława i Gertrudy z domu Skibickiej. Urodziła się w Berlinie jako Zofia Konieczka. Mieszkała w Poznaniu, gdzie wyszła za mąż za kupca Janusza Rappa. Doskonale władała językiem niemieckim. W czasie II wojny światowej działała na trasie Warszawa – Berlin – Hamburg – Heidelberg – Hanower – Ludwigshafen – Saarbrücken. Udało się jej ustalić miejsce pobytu pancernika „Tirpitz”, ukrywającego się w jednym z norweskich fiordów. Po jej informacjach „Tirpitz” został uszkodzony przez Brytyjczyków.
W marcu 1943 wzięła ślub z Janem Kochańskim. 1 listopada 1943 wraz z mężem została aresztowana przez Gestapo we Lwowie przy ul. Kleparowskiej 8, będąc w ósmym miesiącu ciąży. Uciekła ze strzeżonego szpitala dzięki pomocy osób zaangażowanych w tę akcję: Michaliny Wieszeniewskiej „Ciotki Antosi”, sędziego Tadeusza Semadeniego i por. „Agatona” Stanisława Jankowskiego. Poszukiwana przez Gestapo, 4 stycznia 1944 w Warszawie urodziła syna Macieja. Jej mąż więziony był na Pawiaku, z którego wyprowadzono go 16 lutego 1944 na egzekucję. Do wybuchu powstania warszawskiego mieszkała w Warszawie z synkiem, często zmieniając mieszkania. W powstaniu warszawskim działała w oddziale „Bakcyl” (Sanitariat Okręgu Warszawskiego Armii Krajowej). Po II wojnie światowej poznała mjra Zbigniewa Ścibora-Rylskiego, z którym po ślubie zamieszkali w Poznaniu, a w 1963 przeprowadzili się do warszawskiej Radości. Nie mieli wspólnych dzieci, razem wychowywali syna Zofii.
W 1991 została bohaterką filmu biograficznego „Marie Springer – to ja!”.
Została pochowana na cmentarzu Powązkowskim (kwatera 178a-2-26/27/28/29).

## Ordery i odznaczenia
- Warszawski Krzyż Powstańczy